# 忍たま乱太郎
『忍たま乱太郎』（にんたまらんたろう）は、日本放送協会（NHK）で放映されている日本のテレビアニメ作品。1993年（平成5年）4月10日から1994年（平成6年）3月19日まで総合テレビで放映されたあと、同年10月3日以降は教育テレビ→Eテレで放映されている。略称は「忍たま」。

## 概要
尼子騒兵衛の忍者ギャグ漫画『落第忍者乱太郎』が原作。アニメ化に際し「原作題名の『落第』という言葉が、放送局であるNHKでは放送コードに触れるため、『忍者のたまご』、略して『忍たま』に変更された」という噂が広がっているがソースはなく、サブタイトルに「落第」という単語が入った回があることから放送コードに触れているというのはデマではないかという見解もある（オープニング映像における原作名は「落第忍者乱太郎」名義で表記されている）。新聞のテレビ欄では「忍たま」または「忍玉」と表記されることがある。
字幕放送を実施。乱太郎の台詞は黄色、きり丸の台詞は水色、しんべヱの台詞は緑色、その他の人物の台詞は白で表示される。字幕は基本的に小学3年生以下で習う漢字は漢字表記（振り仮名付きの場合あり）で、小学4年生以上で習う漢字はひらがなで表記される。2008年（平成20年）3月31日から本格的にハイビジョン制作へ移行した。
2017年（平成29年）に放送25年目を迎えた。2021年（令和3年）現在、NHKのアニメ作品の中では最長寿作品であり、20周年を迎えた2012年（平成24年）に放送された第20期第88話、第89話では「おじゃる丸15th 忍たま乱太郎20th 記念企画」として、二番目の長寿作品である『おじゃる丸』とコラボ企画を行った（ただし、おじゃる丸の登場人物が出演したというわけではなく、乱太郎達がパロディネタを披露した程度）。同じ放送日の『おじゃる丸』でも同じ企画が行われた。
子供向けアニメとしては異例と言えるほど女性からの人気が高く、劇場版第一弾の公開時は、観客の8割が女性客だった。特に大人の女性のファンが多く、朝日小学生新聞の編集部によれば「以前は子供がピョンピョン跳び回るイメージでしたが、作画が変化し、内容もシビアなシーンが盛り込まれた。特に、登場する先生達がキラキラとイケメンになっているのが大きい」とのこと。原作漫画は2019年（令和元年）12月に連載を終了したが、NHKによると、放送は今後も継続するとしている。

## 略歴
- 1993年（平成5年）4月10日 - NHK総合テレビ 土曜18:10枠のアニメ（現：NHK Eテレ 土曜17:35枠のアニメ）として放送開始。
- 1994年（平成6年）10月3日 - 放送時間を10分に短縮し（1週間単位では50分に延長）、NHK Eテレ（当時はNHK教育テレビ名義）において、母と子のテレビタイム（現：Eテレキッズ）枠で放送開始。主題歌『勇気100%』担当歌手が光GENJIから光GENJI SUPER5に変更。
- 1994年（平成6年）11月17日（第2期） - 斜堂影麿が初登場。
- 1996年（平成8年）2月26日（第3期） - 五年生が初登場（当初は不破雷蔵、鉢屋三郎のみ）。
- 1996年（平成8年）6月29日 - 劇場版アニメ第一弾『映画 忍たま乱太郎』が公開。
- 1996年（平成8年）7月23日（第4期） - 小松田秀作が初登場。
- 1997年（平成9年）11月5日（第5期） - 一年い組が初登場（当初は伝七のみ）。
- 1998年（平成10年）2月4日（第5期） - ドクたまが初登場。
- 1998年（平成10年）4月21日（第6期） - 六年生が初登場（は組の善法寺伊作、食満留三郎を除く）。
- 1999年（平成11年）（第7期） - 一年ろ組が初登場（当初は孫次郎のみ）。
- 2001年（平成13年）4月2日（第9期） - 本編の作画方式をセル画からデジタル制作に移行。
- 2001年（平成13年）6月22日（第9期） - 福富しんベヱ、喜三太、立花仙蔵による「厳禁シリーズ」が開始。
- 2002年（平成14年）4月1日（第10期） - 主題歌『勇気100%』担当歌手が、第2期放送開始から約7年半続いた光GENJI SUPER5からYa-Ya-yahへ変更され、OP（オープニング）アニメーションもCGを組み合わせたものに変更された。
- 2002年（平成14年）4月18日（第10期） - 善法寺伊作が初登場。
- 2002年（平成14年）5月12日 - 放送開始10周年を記念したイベントがZepp TOKYOで開かれ、乱太郎・きり丸・しんべヱ・山田伝蔵の着ぐるみのほか、主題歌を歌っているYa-Ya-yahのメンバー（薮宏太・赤間直哉・鮎川太陽・山下翔央・星野正樹）が出演し、ショーや歌を披露した。
- 2003年（平成15年）4月7日（第11期） - サブタイトルアニメーションを一新し、馬飼野康二による新BGMが使用されるようになる。これにより番組全編がデジタル制作に移行した。また、この改編期より初めてNHK以外の放送局での再放送が始まった（第1号はJ:COM東京）。
- 2004年（平成16年）5月19日（第12期） - レギュラー放送1000回を達成した。
- 2006年（平成18年）4月17日（第14期） - タソガレドキ忍軍が初登場（当初は雑渡昆奈門のみ）。
- 2006年（平成18年）7-8月（第14期） - NHK衛星第2にて最初期（第1期）の回を「BS夏休みアニメ特選」枠内にて放送した。
- 2007年（平成19年）4月2日（第15期） - 斉藤タカ丸が初登場。
- 2007年（平成19年）5月4日（第15期） - 放送開始15周年を記念したスペシャルアニメ『忍たま乱太郎 15年スペシャル“ドクタケ温泉の段”』を放送。ハイビジョン方式で制作されたが、第15期の通常回は全て4：3の従来の形式で制作された。
- 2008年（平成20年）3月31日（第16期） - ハイビジョン制作に移行。OP、サブタイトルアニメーションも一新された。ただし、再放送（第15期までの作品）はオープニング以外4：3となっている。
- 2008年（平成20年）4月15日（第16期） - 食満留三郎が初登場。
- 2008年（平成20年）5月23日（第16期） - 摂津のきり丸、潮江文次郎、七松小平太、中在家長次による「アルバイトシリーズ」が開始。
- 2009年（平成21年）3月30日（第17期） - 主題歌担当歌手がHey! Say! JUMPに変更される（OPアニメーションは変更されず）。また、再放送の本編において両サイドに付けられていた灰色の帯を廃止し、黒無地のみとなった。
- 2009年（平成21年）10月12日-23日・同30日-2010年5月28日までの毎週金曜日（第17期-第18期） - 人形劇「連続人形活劇　新・三銃士」放送のため、放送が休止。
- 2010年（平成22年）1月13日 - 東京ドームシティ シアターGロッソで初の本格ミュージカル『忍たま乱太郎』が上演された。
- 2010年（平成22年）3月29日（第18期） - 主題歌担当歌手がNYCへ変更。OPアニメーションもマイナーチェンジした。
- 2011年（平成23年）3月12日 - 劇場版アニメ第二弾『劇場版アニメ 忍たま乱太郎 忍術学園 全員出動!の段』が公開[9]。2012年（平成24年）1月2日に地上波初放送された。
- 2011年（平成23年）3月28日（第19期） - サブタイトルアニメーションを変更。
- 2011年（平成23年）9月9日（第19期） - 猪名寺乱太郎、善法寺伊作、食満留三郎による「同室シリーズ」が開始。
- 2012年（平成24年）4月2日（第20期） - 主題歌担当歌手がSexy Zoneへ変更。OPアニメーションも20周年を記念したものに一新された。劇場版アニメ第二弾『劇場版アニメ 忍たま乱太郎 忍術学園 全員出動!の段』のBGMが使用されるようになる。
- 2013年（平成25年）3月20日（第20期） - 放送開始20周年を記念したスペシャルアニメ『忍たま乱太郎 20th スペシャルアニメ 忍術学園と謎の女これは事件だよ〜!の段』がNHK総合にて放送（NHK総合での新作アニメ初回放送は第1期放送以来19年振りとなる）。同年12月31日にNHK Eテレにて再放送された。
- 2013年（平成25年）3月29日 - 忍たま乱太郎20年スペシャルラジオとして、忍たま乱太郎がラジオ番組として初めて放送された[10]。
- 2014年（平成26年）3月10日-21日（第22期） - アニメ『ナンダカベロニカ』放送のため、放送が休止。
- 2015年（平成27年）3月30日（第23期） - サブタイトルアニメーションとBGMを一新。OPアニメーションもマイナーチェンジした。
- 2015年（平成27年）4月28日（第23期） - 浜守一郎が初登場。
- 2016年（平成28年）2月11日、3月5日 - NHK BSプレミアムの科学番組『コズミックフロント☆NEXT』とのコラボレーション番組『忍たま乱太郎の宇宙大冒険 with コズミックフロント☆NEXT』がNHK総合にて放送された[11]。
- 2016年（平成28年）4月4日（第24期） - 主題歌担当歌手がジュニアBoysへ変更。
- 2017年（平成29年）4月3日（第25期） - OPアニメーションが25周年を記念したものに一新。一年生の制服の井桁模様、くのいち教室の制服の渦巻模様が本編においても白字に、また、荷物の風呂敷包みのデザインも無地に変更された。サブタイトルアニメーションも変更された。このシリーズの初回は第1期第1話をオマージュした内容であった。
- 2017年（平成29年）6月13日（第25期） - レギュラー放送2000回を達成した。
- 2018年（平成30年）12月19日（第26期） - NHK総合のバラエティ番組『LIFE!』とのコラボエピソード『忍者右左ヱ門の段』を放送。内村光良、田中直樹、塚地武雅がゲスト声優として出演する[12]。
- 2020年（令和2年）3月2日 - NHKプラスでの同時ネット配信と見逃し配信を開始[13]。
- 2020年（令和2年）10月24日 - 特別番組「忍たま乱太郎と行こう!にっぽん宇宙旅『鹿児島でロケットにムチュウ!の段」を放送[14]。着ぐるみの乱太郎達が鹿児島県を訪れ天体について学ぶ。番組内では「こうしちゃいられない」「0点チャンピオン」など歴代の主題歌で乱太郎達がダンスをするシーンが挿入される。また、オリジナル曲「Dance! ウチュウチュ」のダンスを披露した[15]。
- 2021年（令和3年）1月5日（第28期） - 羽丹羽石人が初登場。
- 2022年（令和4年）4月4日（第30期） - 主題歌担当歌手がジャニーズJr.へ変更。放送時間が18年ぶりに変更。

## 特徴・その他
原作に引き続き厳密な時代考証が貫かれており、明らかに冗談とわかるような現代の事物や外来語（五百円硬貨、テレビ、エレキギター、電話機等）の登場は許されるが、安土桃山期以降の物品を出すのは厳禁となっている。誤って江戸期の物品（寛永通宝等）を描いたために原作者の要請で修正を行った回があるほど。
最初期の放映分では、戦国時代の設定から戦死者の描写などがあったが、その後かかる描写はなくなった（第1期の再放送についてもその描写がある話のみ飛ばして放送し、放送されなかった）。封印作品も幾つか存在し、初期には人身売買やどもり等を取り扱った話が放送されていたが、何れも再放送・DVD収録はなされていない。
第11期（2003年） - 第12期（2004年）にかけて、オープニング後30秒程度、ヘムヘムによるショートコントが放送されていた（本編とのストーリー上の関連性はない）。
30分番組時代（第1期）は、一回の放送につき、一話をそれぞれサブタイトルの異なるAパート・Bパートに分けて放送した。A・Bパートはいずれも一話完結式の場合もあれば、前後編に分かれた続き物の場合もある。A・Bパートの間にはアイキャッチ映像が流れていた（後述）。また、本放送後に特典コーナーや『忍たま補習授業』や絵描き歌等のおまけ映像が放送されていた。次回予告も存在し、予告は乱太郎が担当、BGMには『勇気100%』のインストゥルメンタルが使われていた。
第2期からは一回一話10分の放送となっている。アニメオリジナルの話の場合、基本的には1話完結だが、原作に沿った話だと続き物になる場合が多い。また、続き物となった場合でも、前回のあらすじを振り返るシーン等は導入されない（ただし、登場人物がこれまでの展開や主要人物の名前等を簡潔におさらいするかのような発言をする事はある）。
現在のエンディングでは、全国の視聴者から送られたイラストを（第8期は4枚、第9期 - 第13期は3枚、第14期以降は2枚）紹介しているが、第25期を除く金曜日のみ（第8期・第9期の金曜日はイラスト1枚紹介後、第10期・第11期は木曜日）、イラストを送る際の宛先を紹介している。
エンドクレジットは、左上にタイトルロゴと表記。背景は第25期までグリーンバックだったが、第26期からは眠っているヘムヘムが描かれるようになり、背景も手裏剣をあしらったポップなデザインへ一新された。第28期ではNHKがたまごロゴの使用を停止した事に伴い、エンドカードのNHKロゴ表記が文字のみのロゴに変更された。なお、第29期からは右下に表示される「終/NHK」が使用されなくなった（第11期までは「つづく 制作・著作/NHK」、第12期 - 第27期は「おわり/NHK」、第28期のみ「終/NHK」と表記されていた）。

## 各話リスト
各話のサブタイトルの語尾には、「〜の段」が付く。サブタイトルは毎回乱太郎が読み上げるが、「の段」の部分はきり丸、しんべヱも揃って読み上げる。

## 登場人物

### キャスト
ここでは公式サイトの「スタッフとキャスト」に掲載されているキャラクターとその声優のみを記載する。
| 出演期間        | 猪名寺 乱太郎 | 摂津の きり丸 | 福富 しんべヱ | 大川 平次渦正 〈学園長〉 | 山田 伝蔵 | 土井 半助 | 食堂の おばちゃん | ヘムヘム | ユキ         | トモミ   | シゲ       | 稗田 八方斎 |
| --------------- | ------------- | ------------- | ------------- | ------------------------ | --------- | --------- | ----------------- | -------- | ------------ | -------- | ---------- | ----------- |
| 第1期           | 高山みなみ    | 田中真弓      | 一龍斎貞友    | 辻村真人                 | 大塚周夫  | 関俊彦    | 巴菁子            | 松尾銀三 | 國府田マリ子 | 江森浩子 | むたあきこ | 飯塚昭三    |
| 第2期 - 第8期   | 高山みなみ    | 田中真弓      | 一龍斎貞友    | 辻村真人                 | 大塚周夫  | 関俊彦    | 巴菁子            | 松尾銀三 | 丹下桜       | 江森浩子 | むたあきこ | 飯塚昭三    |
| 第9期           | 高山みなみ    | 田中真弓      | 一龍斎貞友    | 辻村真人                 | 大塚周夫  | 関俊彦    | 巴菁子            | 松尾銀三 | 國府田マリ子 | 江森浩子 | むたあきこ | 飯塚昭三    |
| 第10期 - 第20期 | 高山みなみ    | 田中真弓      | 一龍斎貞友    | 辻村真人                 | 大塚周夫  | 関俊彦    | 巴菁子            | 島田敏   | 國府田マリ子 | 江森浩子 | むたあきこ | 飯塚昭三    |
| 第20期 - 第23期 | 高山みなみ    | 田中真弓      | 一龍斎貞友    | 浦山迅                   | 大塚周夫  | 関俊彦    | 巴菁子            | 島田敏   | 國府田マリ子 | 江森浩子 | むたあきこ | 飯塚昭三    |
| 第23期 - 第30期 | 高山みなみ    | 田中真弓      | 一龍斎貞友    | 浦山迅                   | 大塚明夫  | 関俊彦    | 巴菁子            | 島田敏   | 國府田マリ子 | 江森浩子 | むたあきこ | 飯塚昭三    |
| 第30期 - 現在   | 高山みなみ    | 田中真弓      | 一龍斎貞友    | 浦山迅                   | 大塚明夫  | 関俊彦    | 巴菁子            | 島田敏   | 國府田マリ子 | 江森浩子 | むたあきこ | 間宮康弘    |

## 放送時間
開始当初は総合テレビで土曜18時10分開始の30分番組だった。半年の休止期間を挟んで1994年10月から2003年3月まで教育テレビで毎週平日の17時50分開始の10分番組として復活した。2003年4月から18時開始に変更となり、さらに2004年4月から2022年3月まで18時10分に放送。2005年度からは再放送枠として土曜日の放送が復活し、2年間のブランクを挟み再び2008年度から2010年度まで放送されていた。そして2022年4月より放送時間が18時50分からに大幅変更。高校野球期間中（特に夏）は放送時間を繰り下げまたは休止されることが多い。
1993年・1996年・1998年 - 2007年・2012年 - 2014年・2016年 - 2019年・2022年 - 2024年は4月、1994年・1995年・1997年は10月、2008年 - 2011年・2015年・2020年・2021年は3月下旬より数ヶ月間新作が制作・放送され、この新作の放送された年度が一期として区分される。新作放送終了後は他期の再放送となる（再放送時、当初は初回放送時のエンディングをそのまま使っていたが、第8期放送年度の再放送からは新作を放送する場合と同様にその年度のオープニング・エンディングに差し替えている。第16期以降を再放送する時はオープニング・エンディング共に初回放送時のものを使用している）。

### NHKでの放送
| 期間       | 期間       | 放送時間（日本時間）       | 放送時間（日本時間）  | 放送時間（日本時間）  | 放送時間（日本時間）  |
| 期間       | 期間       | 総合                       | 教育                  | 教育                  | 教育                  |
| 期間       | 期間       | 総合                       | 平日                  | 平日                  | 土曜                  |
| ---------- | ---------- | -------------------------- | --------------------- | --------------------- | --------------------- |
| 1993.04.10 | 1994.03.19 | 土曜 18:10 - 18:40（30分） | （放送なし）          | （放送なし）          | （放送なし）          |
| 1994.03.26 | 1994.10.01 | （放送なし）               | （放送なし）          | （放送なし）          | （放送なし）          |
| 1994.10.03 | 1995.04.01 | （放送なし）               | 17:50 - 18:00（10分） | 17:50 - 18:00（10分） | 17:35 - 18:00（25分） |
| 1995.04.03 | 1995.04.07 | （放送なし）               | 17:50 - 18:00（10分） | 17:50 - 18:00（10分） | （放送なし）          |
| 1995.04.10 | 1995.09.23 | （放送なし）               | 17:50 - 18:00（10分） | 17:50 - 18:00（10分） | 18:25 - 18:50（25分） |
| 1995.09.25 | 1996.03.29 | （放送なし）               | 17:50 - 18:00（10分） | 17:50 - 18:00（10分） | （放送なし）          |
| 1996.04.01 | 1996.09.28 | （放送なし）               | 17:50 - 18:00（10分） | 17:50 - 18:00（10分） | 18:00 - 18:25（25分） |
| 1996.10.01 | 2001.03.30 | （放送なし）               | 17:50 - 18:00（10分） | 17:50 - 18:00（10分） | （放送なし）          |
| 2001.04.02 | 2002.03.29 | （放送なし）               | 07:31 - 07:41（10分） | 17:50 - 18:00（10分） | （放送なし）          |
| 2002.04.01 | 2003.04.04 | （放送なし）               | 17:50 - 18:00（10分） | 17:50 - 18:00（10分） | （放送なし）          |
| 2003.04.07 | 2004.04.02 | （放送なし）               | 18:00 - 18:10（10分） | 18:00 - 18:10（10分） | （放送なし）          |
| 2004.04.05 | 2005.04.01 | （放送なし）               | 18:10 - 18:20（10分） | 18:10 - 18:20（10分） | （放送なし）          |
| 2005.04.04 | 2006.04.01 | （放送なし）               | 18:10 - 18:20（10分） | 18:10 - 18:20（10分） | 17:50 - 18:00（10分） |
| 2006.04.03 | 2008.03.27 | （放送なし）               | 18:10 - 18:20（10分） | 18:10 - 18:20（10分） | （放送なし）          |
| 2008.03.31 | 2011.03.26 | （放送なし）               | 18:10 - 18:20（10分） | 18:10 - 18:20（10分） | 17:50 - 18:00（10分） |
| 2011.03.28 | 2022.04.01 | （放送なし）               | 18:10 - 18:20（10分） | 18:10 - 18:20（10分） | （放送なし）          |
| 2022.04.04 | [ 19 ]     | （放送なし）               | 18:50 - 19:00（10分） | 18:50 - 19:00（10分） | （放送なし）          |

放送枠の変遷
- 1993年4月10日 - 1994年3月19日：NHK総合テレビ 土曜18:10枠のアニメ
- 1994年10月3日 - 2003年4月4日：『母と子のテレビタイム』（1990年 - 1999年）→『あつまれ!わんパーク』（1999年 - 2010年）内の10分アニメ
- 1994年10月8日 - 1995年9月23日：NHK教育テレビ午後枠のアニメ
- 1996年4月6日 - 9月28日：NHK教育テレビ午後枠のアニメ
- 2003年4月7日 - 現在：『ティーンズゾーン』（1999年 - 現在）内の10分アニメ
- 2005年4月9日 - 2006年4月1日：『あつまれ!わんパーク』（1999年 - 2010年）内の10分アニメ
- 2008年4月5日 - 2011年3月26日：『あつまれ!わんパーク』（1999年 - 2010年）→『Eテレキッズ』（2010年 - 現在）内の10分アニメ

### 他局での再放送・配信
再放送は長年、NHK教育テレビ地上波放送のみでの放送だったが、2003年以降はNHK以外でのテレビ放送局でも以前のものを再放送または配信するようになっており、現在でも続いている。以下はその一例。
- 2003年4月 - 2004年3月：ケーブルテレビ局・J-COM Broadband（現 J:COM） → 第1期
この当時、J:COMで放送されていた子供向け番組「キンダーガーデンクラブ」の内包番組として放送。
この時のみ、権利関連の法律がまだゆるかった時代背景もあったため、オープニング・エンディング共に第1期本放送当時のものがそのまま放送されていた。
- 2006年2月 - 2011年3月：CSアニメ専門チャンネル・キッズステーション → 第1期 - 第4期
オープニング（「勇気100%」）は本放送当時の光GENJI SUPER5版が著作権の関係でそのまま放送することができずYa-Ya-yah版（2006年）・NYC版（2010年）に差し替えて放送。
エンディングについてはこちらも著作権の関係で省略されており、「本編終了→本放送時にエンディング映像の後に表示されるエンドカードの表示（忍たま乱太郎ロゴと制作・著作NHK）」という流れになっている。
- 2011年4月 - 終了時期不明：CSアニメ専門チャンネル・ディズニーXD → 第4期 - 第9期・第16期
再び異なり、ディズニーXDにおいてはエンディングは同様の理由で省略されているが、オープニング・勇気100%は当時の光GENJI SUPER5版がそのまま放送されている。ただしYa-Ya-yah版が放送されることもある。「本編終了→本放送時にエンディング映像の後に表示されるエンドカードの表示（忍たま乱太郎ロゴと制作・著作NHK）」という流れについてはキッズステーションと同様。2014年8月以降は第16期を繰り返し再放送している。第16期も当初はオープニングのみであったが、2話ずつの放送になってからはお便りコーナーを除いたエンディングが放送されるようになった。現在は放送が終了しており、ディズニーXDの公式サイトの紹介ページも削除されている。
- 2017年5月1日 - 現在配信中：インターネットテレビ局「AbemaTV」（なつかしアニメch→家族アニメch[注 14]）→第17期
基本的に本放送当時のままであるが、エンディングはプライバシーの都合上、お便りコーナーが省かれている。

## スタッフ
| 原作                         | 尼子騒兵衛 |
| アニメーション監修           | 河内日出夫（第30期 - ） |
| シリーズ構成                 | 浦沢義雄 |
| 音楽                         | 馬飼野康二 |
| キャラクターデザイン         | 藤森雅也（第1期 - 第21期）、新山恵美子（第22期 - ） |
| 美術監督                     | 野村可南子（第1期・第2期）、浜名お孝（第3期 - 第12期）、工藤由美（第12期 - 第14期） 江島こういち（第15期 - 第19期）、本山景子（第20期 - ） |
| 撮影監督                     | 佐々木和宏（第13期 - ） |
| 音響監督                     | 大熊昭、小林克良（第2期代役、第4期） |
| オープニングCG               | 吉田健治（第10期 - 第15期） |
| アニメーションプロデューサー | 黒木健一→岡村雅裕→松山竜一郎→荒川勇人、金子泰生（ - 第4期） |
| プロデューサー               | 久保田弘（第1期 - 第7期）、末川研（第8期・第9期・第16期・第17期）、柴田裕司（第10期 - 第15期） 下河原郁子（第18期・第19期）、宮本未来（第21期・第25期・第26期）、小原早織（第28期 - 第31期）、丸山千尋（第31期 - ）                                  |
| 制作統括                     | 吉田圭一郎、大路幹生、北村毅、佐藤公則、瀬川忠之、渡辺昭、平田豊子、坂上浩子、吉國勲、管乙彦、植原智幸 中澤俊哉、伊原英夫、富永慎一、薄井正人、柴田裕司、柏木敦子、廣岡篤哉、斉藤健治、下河原郁子、福田貴美子、米村裕子 宮本未来、野島恵里、荒木雅恵 |
| 総監督                       | 芝山努（第1期 - 第20期） |
| 監督                         | 河内日出夫（第2期 - 第29期）、根岸宏樹（第30期）、野木森達哉（第30期SP・第31期 - ） |
| 色彩設計                     | 村田恵理子、一瀬美代子、中島淑子 |
| 効果                         | 庄司雅弘 |
| 整音                         | 田口信孝、山本寿、内山敬章、村越直 |
| 音響制作                     | オーディオ・プランニング・ユー→AUDIO PLANNING U（ノンクレジット） |
| 録音スタジオ                 | APUスタジオ→APU MEGURO STUDIO（ノンクレジット） |
| 編集                         | 松尾浩（第1期）、森田清次（第2期 - ）、坂本雅紀（第10期 - 第19期第42話、第20期 - ） 田村ゆり（第19期第43話 - 第90話） |
| タイトル                     | 伊藤秀昭（第1期）、馬場菜月（第2期・第3期）、牧正宏（第3期 - 第9期）、遠藤公祐（第10期 - 第12期） |
| アニメーション制作担当       | 荒川勇人（第13期・第14期）、山口達也（第15期 - 第19期）、宮田聡（第20期 - 第21期、第30期） 梅沢旭（第22期 - 第29期第29話）、小倉結花（第25期、第31期、第32期）、岩本岳大（第26期第17話 - 第29期）他                                                  |
| アニメーション制作           | 亜細亜堂、学研（ - 第4期） |
| 共同制作                     | NHKエンタープライズ（第1期 - 第2期）、NHKエンタープライズ21（第3期 - 第12期） NHKエンタープライズ（第13期 - ）、総合ビジョン（第1期 - 第21期） |
| 制作・著作                   | NHK |

## 主題歌

### オープニングテーマ
オープニングテーマは放送開始当初から一貫して「勇気100%」が使用され、ジャニーズ事務所の様々なグループによって歌い継がれている。作詞は全て松井五郎、作曲・編曲は2022年版を除き馬飼野康二による。
「勇気100%」
光GENJIによるオープニングテーマ。第1期で使用された。
「勇気100%・1994」
光GENJI SUPER5によるオープニングテーマ。第2期から第9期まで使用された。
「勇気100%・2002」
Ya-Ya-yahによるオープニングテーマ。第10期から第16期まで使用された。
「勇気100%・2009」
Hey! Say! JUMPによるオープニングテーマ。第17期で使用された。
「勇気100%・2010」
NYCによるオープニングテーマ。第18期から第19期まで使用された。
「勇気100%・2012」
Sexy Zoneによるオープニングテーマ。第20期から第23期まで使用された。
「勇気100%・2016」
ジュニア Boysによるオープニングテーマ。第24期から第29期まで使用された。
「勇気100%・2022」
田仲陽成、寺澤小十侑、佐久間玲駈、松浦銀志、三村航輝、上原剣心、羽村仁成、鮫島令、鈴木瑛朝、壹岐碧、末永光によるオープニングテーマ。作曲は馬飼野康二、編曲はCHOKKAKUによる。第30期から使用されている。

### エンディングテーマ
「ダンシング・ジャンク」
SUPER MONKEY'S4によるエンディングテーマ。作詞は売野雅勇、作曲・編曲は馬飼野康二による。第1期で使用された。
「DON'T MIND涙」
「SHAKING NIGHT」
光GENJI SUPER5によるエンディングテーマ。作詞は松井五郎、作曲・編曲は馬飼野康二による。第2期で使用された。
「四方八方肘鉄砲」
舩木真弓によるエンディングテーマ。作詞は尼子騒兵衛、作曲・編曲は馬飼野康二による。第3期、第8期から第9期まで使用された。
「0点チャンピオン」
「終わらない SCHOOL DAYS」
Junichi&JJrによるエンディングテーマ。作詞は秋元康、作曲・編曲は馬飼野康二による。第3期で使用された。
「こうしちゃいられない」
Junichi&JJrによるエンディングテーマ。作詞は松井五郎、作曲は馬飼野康二、コーラス編曲は曳田修による。第4期で使用された。
「にんにん忍たま音頭」
SAY・S&忍たまファミリーによるエンディングテーマ。作詞は秋元康、作曲・編曲は馬飼野康二による。第4期で使用された。
「ヘムヘムのえかき唄」
嶋本亜希子によるエンディングテーマ。作詞はえかき唄同好会、作曲・編曲は馬飼野康二による。第4期で使用された。
「いつだってYELL」
中山エミリによるエンディングテーマ。作詞は松井五郎、作曲・編曲は馬飼野康二による。第5期で使用された。
「ヘムヘムのワルツ」
ヘムヘム（松尾銀三）によるエンディングテーマ。作詞はショパン、作曲・編曲は馬飼野康二による。第5期で使用された。「子犬のワルツ」のカバー。
「忍たまえかきうた しんべヱの段」
わらびゆうこによるエンディングテーマ。作詞は尼子騒兵衛、作曲・編曲は馬飼野康二による。第6期で使用された。
「MEMORY&MELODY」
SPLASHによるエンディングテーマ。作詞は山本秀行、作曲・編曲は馬飼野康二による。第6期で使用された。
「愛がいちばん」
石川さゆりによるエンディングテーマ。作詞は吉岡治、作曲は杉本眞人、編曲は船山基紀による。第7期で使用された。
「世界がひとつになるまで」
Ya-Ya-yahによるエンディングテーマ。作詞は松井五郎、作曲・編曲は馬飼野康二による。第10期から第11期まで使用された。忍たまファミリーによる同名の楽曲のカバー。
「風」
上戸彩によるエンディングテーマ。コーラスはこつぶ組、作詞は三浦徳子、作曲は織田哲郎、編曲は清水信之による。第12期で使用された。
「桜援歌(Oh! ENKA)」
関ジャニ∞によるエンディングテーマ。作詞はMASA、作曲・編曲は馬飼野康二による。第13期から第14期まで使用された。
「愛に向かって」
関ジャニ∞によるエンディングテーマ。作詞はMASA、作曲・編曲は馬飼野康二による。第15期から第16期まで使用された。
「夢色」
Hey! Say! JUMPによるエンディングテーマ。作詞は久世まりあ、作曲・編曲は馬飼野康二による。第17期で使用された。
「ゆめのタネ」
NYCによるエンディングテーマ。作詞は石川絵理、作曲は馬飼野康二、編曲は石塚知生による。第18期から第19期まで使用された。
「風をきって」
Sexy Zoneによるエンディングテーマ。作詞は松井五郎、作曲・編曲は馬飼野康二による。第20期から第21期まで使用された。
「待ったなんてなしっ!」
Sexy Zoneによるエンディングテーマ。作詞は松井五郎、作曲は馬飼野康二、編曲は鈴木Daichi秀行による。第22期から第23期まで使用された。
「3秒笑って」
ジュニア Boysによるエンディングテーマ。作詞は松井五郎、作曲・編曲は馬飼野康二による。第24期から第25期まで使用された。
「やんちゃなヒーロー」
Hey! Say! 7によるエンディングテーマ。作詞は松井五郎、作曲は馬飼野康二、編曲は佐々木博史による。第26期から第27期まで使用された。
「いまだ!!」
WEST.によるエンディングテーマ。作詞は松井五郎、作曲は馬飼野康二、編曲は佐々木博史による。第28期から第29期まで使用された。
「この青空は忘れない」
田仲陽成、寺澤小十侑、佐久間玲駈、松浦銀志、三村航輝、上原剣心、羽村仁成、鮫島令、鈴木瑛朝、壹岐碧、末永光によるエンディングテーマ。作詞は松井五郎、作曲は馬飼野康二、編曲は生田真心による。第30期から使用されている。

### 挿入歌
作曲・編曲は全て馬飼野康二による。
「微笑みをあずけて」
光GENJIによる挿入歌。作詞は松井五郎による。舩木真弓によるバージョンも存在している。
「レインボー・ムーン」
安室奈美恵よる挿入歌。作詞は売野雅勇による。
「忍たまGO!GO!らくだいSONG」
乱太郎（高山みなみ）、きり丸（田中真弓）、しんべヱ（鈴木みえ）による挿入歌。作詞は谷亜ヒロコによる。
「四方八方肘鉄砲」
舩木真弓による挿入歌。作詞は尼子騒兵衛による。

## 忍たまがやってくる
この番組とは別に、不定期の祝日の1時間枠で、実写の公開番組「忍たまがやってくる」が放送されていた。毎回、忍たまのキャラクター（乱太郎・きり丸・しんべヱ・山田伝蔵）と3人の悪役が着ぐるみで出演し、観客参加のコーナーや、合間にはアニメコーナーがあったが、2005年4月29日で終了した。放送開始から1996年5月3日までは元光GENJIの山本淳一や内海光司、アニメ本編でヘムヘム等の声を担当していた松尾銀三が出演していたが光GENJIが解散してからは出演しなくなった。

## 特別番組
NHK BSプレミアムの科学番組『コズミックフロント☆NEXT』とのコラボレーション番組『忍たま乱太郎の宇宙大冒険 with コズミックフロント☆NEXT』が2016年から2020年まで不定期で放送された。

### 各話リスト（特別番組）
| # | サブタイトル                   | 脚本     | 絵コンテ | 演出                | 作画監督          | 初放送日        |
| - | ------------------------------ | -------- | -------- | ------------------- | ----------------- | --------------- |
|   | 太陽系のお友だち               | 浦沢義雄 | 吉田光春 | 吉田光春            | 玉利和枝          | 2016年 2月11日  |
|   | 月ウサギがクレーターをかける   | 浦沢義雄 | 吉田光春 | 吉田光春            | 新山恵美子        | 3月5日          |
|   | 天の川で赤ちゃん星を見つけた！ | 浦沢義雄 | -        | 松尾晋平            | 生野裕子 玉利和枝 | 12月23日        |
|   | ブラックホールで危機一髪!?     | 浦沢義雄 | -        | 松尾晋平            | 生野裕子 玉利和枝 | 12月24日        |
|   | 火星で大そうさく               | 浦沢義雄 | -        | 根岸宏樹 成川武千嘉 | 玉利和枝          | 2017年 12月31日 |
|   | 138億年前へひとっ飛び!?        | 浦沢義雄 | -        | 根岸宏樹 成川武千嘉 | 生野裕子          | 2017年 12月31日 |
|   | 土星めぐりでシャッターチャンス | 浦沢義雄 | -        | 根岸宏樹            | 生野裕子          | 2019年 3月16日  |
|   | 宇宙の果てまで宝探し！         | 浦沢義雄 | -        | 根岸宏樹            | 玉利和枝          | 3月30日         |
|   | やっぱり地球はまわっていた！   | 浦沢義雄 | 吉田光春 | 吉田光春            | 吉原幸之助        | 2020年 3月11日  |
|   | はやぶさ2小惑星でミッション！  | 浦沢義雄 | 吉田光春 | 吉田光春            | 辻加奈子          | 3月18日         |

## 映画

### アニメ映画（第1弾）
『映画 忍たま乱太郎』のタイトルで1996年に公開。同時上映作品は『はむこ参る!』『トイレの花子さん』。

### アニメ映画（第2弾）
『劇場版アニメ 忍たま乱太郎 忍術学園 全員出動！の段』のタイトルで2011年に公開。アニメ放送19年目にして初の長編映画化となった。

### アニメ映画（第3弾）
『劇場版 忍たま乱太郎 ドクタケ忍者隊最強の軍師』のタイトルで2024年に公開。2013年に刊行された『小説 落第忍者乱太郎 ドクタケ忍者隊 最強の軍師』を映像化した内容となる。

### 実写映画（第1弾）
『忍たま乱太郎』のタイトルで2011年に公開。主演は加藤清史郎。

### 実写映画（第2弾）
『忍たま乱太郎 夏休み宿題大作戦！の段』のタイトルで2013年に公開。主演の乱太郎役は前作に引き続き加藤が演じた。

### 3D映画
『忍たま乱太郎 カラクリ古寺を突破せよ!!の段』
2002年公開。上映時間12分20秒。

### プラネタリウム映画
『忍たま乱太郎 〜星に誓った友情物語の段〜』
2008年公開。投影時間、長編版約38分・短編版約30分。スライド枚数約200枚。脚本：福田卓郎。
『忍たま乱太郎 〜天狗の秘密と消えた太陽の段〜』
2009年公開。投影時間約30分。スライド枚数約150枚。

## ミュージカル

### マスクプレイ
『劇団飛行船マスクプレイミュージカル 忍たま乱太郎』
着ぐるみを使ったミュージカルショー。これまでDVD化もされた「〜忍術学園大ピンチ!の段」を筆頭として「幻術使い 雲黒斎の段」・「にせ金つくりを捕まえろの段」などが各地で随時公演を行っている。各キャラクターの声はアニメのキャストが担当している。

### 「ミュージカル 忍たま乱太郎」
2010年1月以降シリーズ公開されている役者顔出しアクションミュージカル作品。原作・アニメとは異なり、忍術学園の六年生（2017年・2018年は忍術学園の五年生）が主役となっている。また、2016年からは兵庫水軍も出演している。

## ラジオ
『忍たまがラジオにやって来た!の段』（2013年3月29日、NHKラジオ第1放送）
- パーソナリティー：保志総一朗・鈴木千尋・森久保祥太郎
- ゲスト：石田彰（第1部）・浪川大輔（第2部）

- ラジオドラマ「あんみつを食べながら…の段」「心のパスの段」

## ドラマCD
- 忍たま乱太郎 ドラマCD
  1. 一の段（2009年6月24日発売）
  2. 二の段（2009年12月23日発売）
  3. 三の段（2010年9月23日発売）
- 忍たま乱太郎 委員会ドラマCD
  1. 保健委員会の段（2010年1月27日発売）
  2. 図書委員会の段（2010年3月25日発売）
  3. 用具委員会の段（2010年5月26日発売）
  4. 体育委員会の段（2010年12月22日発売）
  5. 作法委員会の段（2011年4月27日発売）
  6. 会計委員会の段（2011年9月22日発売）
  7. 火薬委員会の段（2011年12月21日発売）
  8. 生物委員会の段（2012年4月25日発売）
  9. 学級委員長委員会の段（2012年8月22日発売）
- 忍たま乱太郎 学年ドラマCD
  1. 六年生の段（2013年1月23日発売）
  2. 五年生の段（2013年4月24日発売）
  3. 四年生の段（2013年8月28日発売）
  4. 三年生の段（2013年12月20日発売）
  5. 二年生の段（2014年4月23日発売）
  6. 一年は組の段（2014年8月27日発売）
  7. 一年い組&ろ組の段（同上）
- 忍たま乱太郎 組別ドラマCD
  1. い組の段～上巻～（2014年12月19日発売）
  2. ろ組の段～上巻～（2015年3月25日発売）
  3. は組の段～上巻～（2015年6月24日発売）
  4. い組の段～中巻～（2015年9月18日発売）
  5. ろ組の段～中巻～（2015年12月18日発売）
  6. は組の段～中巻～（2016年3月24日発売）
  7. い組の段～下巻～（2016年6月23日発売）
  8. ろ組の段～下巻～（2016年6月3日発売）
  9. は組の段～下巻～（2016年7月6日発売）

## ゲーム

### 家庭用ゲームソフト
- 忍たま乱太郎 （スーパーファミコン） - 1995年7月28日発売。カルチャーブレーン。
- 忍たま乱太郎2 （スーパーファミコン） - 1996年3月29日発売。カルチャーブレーン。
- パズル 忍たま乱太郎 （スーパーファミコン） - 1996年6月28日発売。カルチャーブレーン。
- 忍たま乱太郎 すぺしゃる （スーパーファミコン） - 1996年8月9日発売。カルチャーブレーン。 単純作業が多くキャラクターゲームとしては完成度が低い上に、ゲーム終盤に登場するミニゲームの難易度が異常に高い[26]。
- 忍たま乱太郎3 （スーパーファミコン） - 1997年2月28日発売。カルチャーブレーン。
- 忍たま乱太郎64 ゲームギャラリー （NINTENDO 64） - 2000年4月21日発売。カルチャーブレーン。

### 携帯ゲームソフト
- 忍たま乱太郎GB （ゲームボーイ） - 1995年12月27日発売。カルチャーブレーン。
- パズル忍たま乱太郎 （ゲームボーイ） - 1996年11月1日発売。カルチャーブレーン。
- 忍たま乱太郎GB えあわせチャレンジパズル （ゲームボーイ） - 1998年6月19日発売。カルチャーブレーン。
- 忍たま乱太郎 〜忍術学園に入学しようの段〜 （ゲームボーイカラー） - 2001年3月23日発売。アスク。
- 忍たま乱太郎 忍たまのための忍術トレーニング （ニンテンドーDS） - 2009年3月26日発売。ラッセル。
- 忍たま乱太郎 学年対抗戦パズル!の段[注 20] （ニンテンドーDS） - 2010年9月2日発売。ラッセル。

### 知育ソフト
- 忍たま乱太郎 君も超一流忍者になれるかな? （キッズコンピュータ・ピコ） - 1995年発売。バンダイ。
- 忍たま乱太郎 グングン伸びる知能編 （プレイディア） - 1996年4月24日発売。バンダイ。
- 忍たま乱太郎 初めて覚える知識編 （プレイディア） - 1996年5月15日発売。バンダイ。

### パソコンソフト
- 忍たま乱太郎 忍たまゲームランド （Windows 95、Classic Mac OS） - 1997年9月12日発売。アイフォー（現イーフロンティア）。

### スマートフォンアプリ
- 忍たま乱太郎 手裏剣道場 （iPhone） - 2012年8月3日発売。NHKサービスセンター。
- 忍たま乱太郎 ふっとびパズル!の段（iPhone、Android） - 2015年9月17日 - 2017年12月17日。ブシロード。
- 忍たま乱太郎 ムゲンのツボ大暴走の段（iPhone、Android） - 2022年10月24日 - 配信中。ナルコナル。

### 体感型ゲーム
- 忍たま乱太郎 伝説の秘伝書を探せ!の段（江戸ワンダーランド日光江戸村） - 2016年4月29日 - 10月30日。タカラッシュ!。

### 発売されなかったソフト
- 忍たまスポーツ （スーパーファミコン） - カルチャーブレーン。

## モバイル
モバイルサイトが2008年にフィーチャーフォンの３キャリアで公開され、2013年にスマートフォンに対応した。公式に絵文字、アイコン、ライブ壁紙などが月額登録にて利用可能となっている他、放送情報なども掲載されている。この他にゲームの節であげられているようなゲームアプリや、実写映画版「忍たま乱太郎」公式ARアプリといった広告と連動した無料のアプリが配信されていた。

## その他

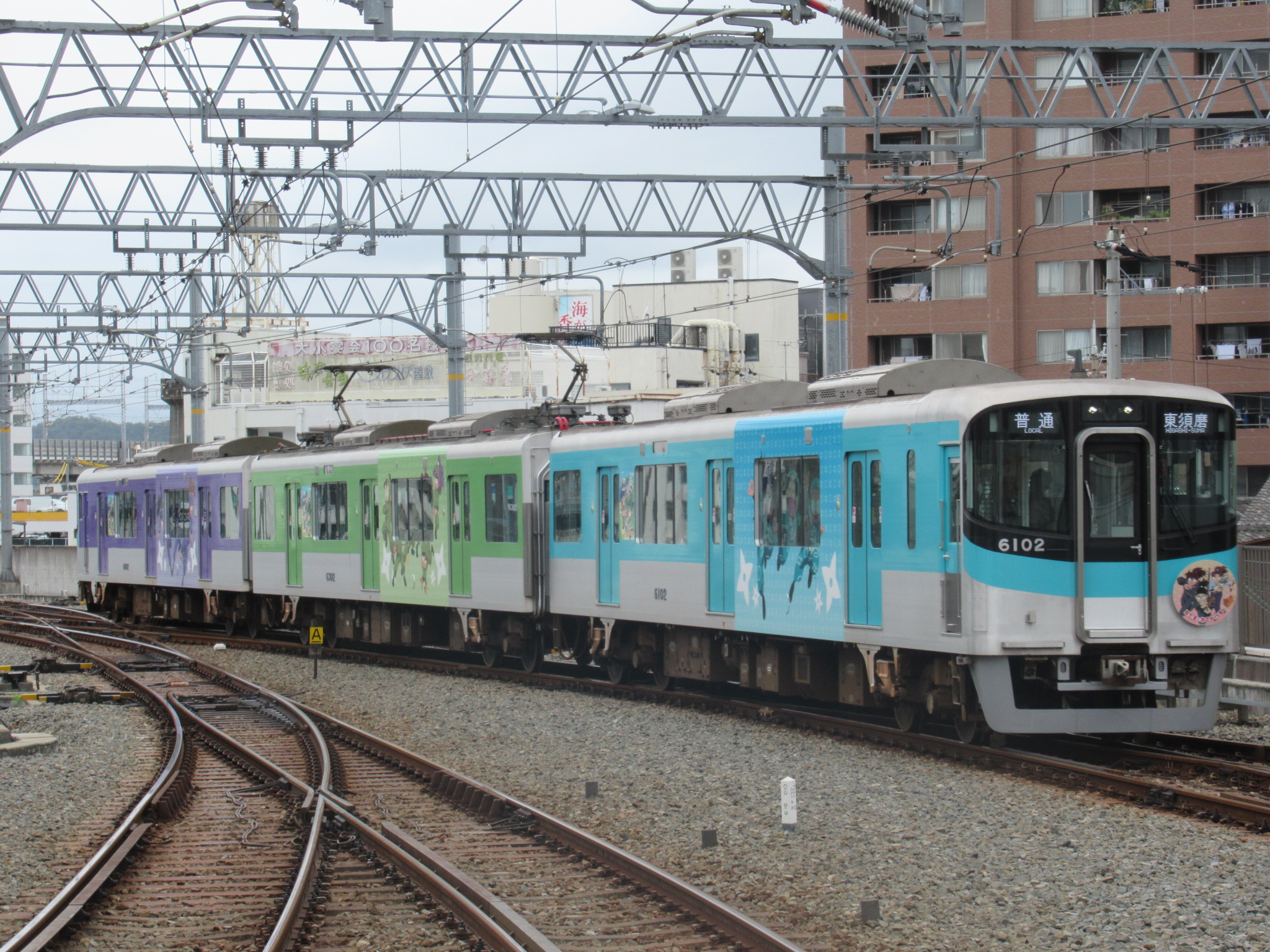
山陽電鉄「忍たまとおでかけ号」

- 本作を題材とした防災アニメが多数制作されている。
  - 『忍たま乱太郎の交通安全』
  - 『忍たま乱太郎の地震用心・火の用心!』
  - 『忍たま乱太郎の自転車安全教室』
  - 『忍たま乱太郎の消防隊』
  - 『忍たま乱太郎のがんばるしかないさ』 他
- 朝日小学生新聞版とは別に、原作者・尼子騒兵衛により「忍たま乱太郎」の題名で『月刊プリンセス』（秋田書店）に連載され、プリンセスコミックスデラックスのレーベルで単行本化された漫画がある。
- 『新・小さな童話・忍たま乱太郎』という絵本シリーズが、ポプラ社から発売されている。小学校低学年向け。
- 第1期から放送されたアニメ版をコミカライズさせた漫画が『月刊コミックブンブン』（ポプラ社）で連載された。作画は小倉あん子。単行本は第4巻まで発行された後に掲載誌が休刊、以後の予定は不明。
- 日本標準の通信教育の月刊小学はつらつパルに、2005年からイメージキャラクターに採用されている。
- 2009年6月24日、「忍たま乱太郎ドラマCD　一の段」シリーズが発売され、その後2010年度1月より委員会別のCDドラマシリーズが発売されている。
- 2002年と2003年には「ジュニア朝日年鑑」のイメージキャラクターにも起用された。
- 山陽電気鉄道では2019年7月19日よりコラボ企画『忍たまとおでかけ山陽沿線の段』を実施しており、6000系1編成がラッピング車両「忍たまとおでかけ号」として9月8日まで運転された[27]。
- 日光江戸村では、忍術学園の生徒や先生が着ている忍服をレンタルし、コスプレすることができる。
- 2022年に放送30年を迎えることを記念して、放送開始をした日である4月10日に公式YouTubeチャンネルにて第1シリーズ1話「忍術学園入学の段／くの一教室はおそろしいの段」をオープニング及びエンディング含めて放送当時のものを期間限定で配信をした。

## 日本国外での放送

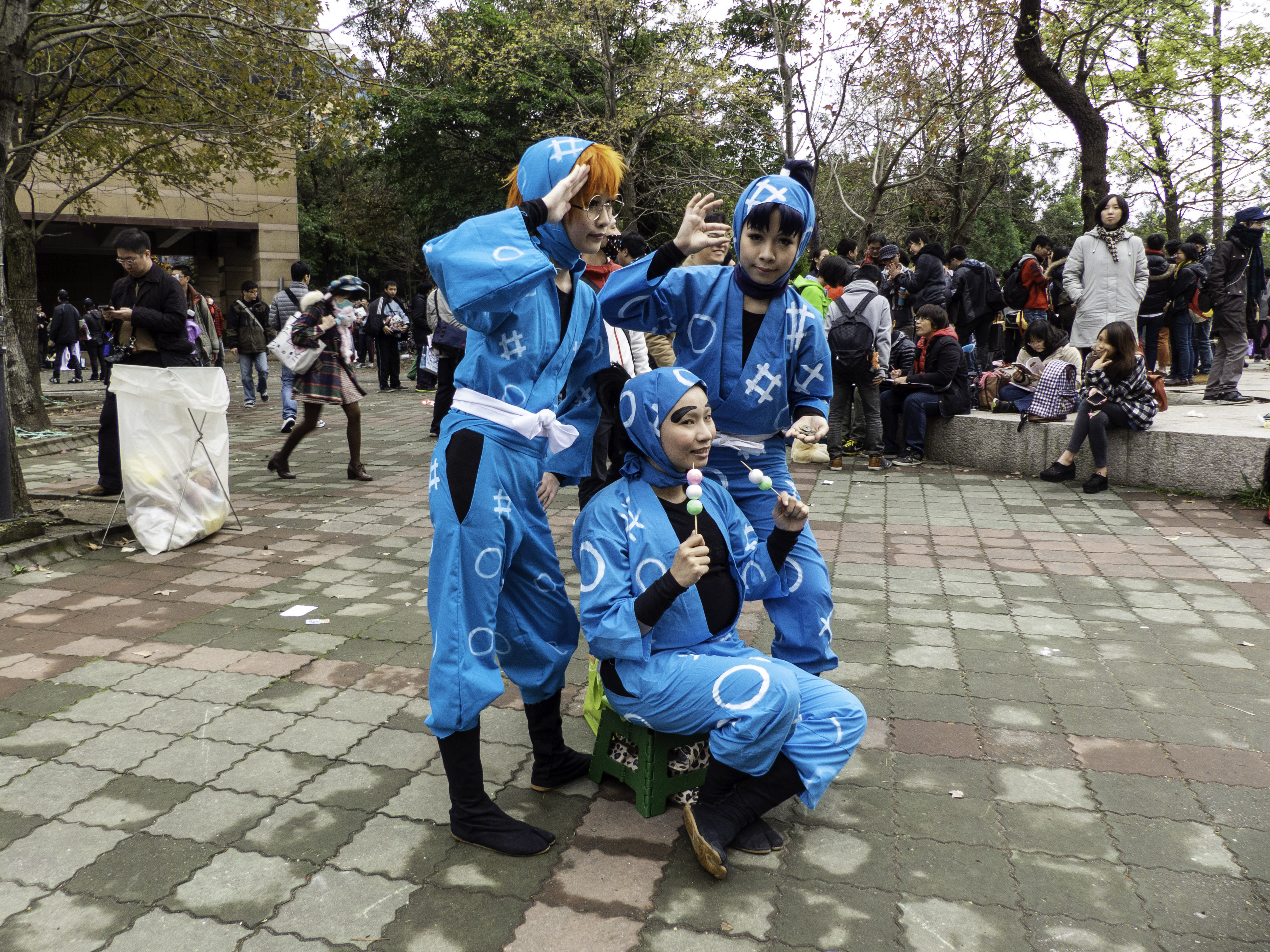
外国人によるコスプレ

日本国外での放送は、中国語圏・韓国・東南アジア・オセアニア・ヨーロッパを始め中南米・アフリカ諸国でも放映されている。主題歌関連は当初は日本語によるものであったが、2000年代以降はそれぞれの母国語にカバーして放送するようになった。
主題歌OP/EDは日本語字幕の他に、それぞれの母国語の併記でキャスト・スタッフのテロップが流れている。「制作 NHK」の他に、それぞれの国における放送権利の代理店の表記もしなくてはならない。
台湾・香港・中国本土・タイ・マレーシア・シンガポール・インドネシア・フィリピンでは日本と同じ1993年から放送されており、主題歌の「勇気100％」（光GENJI SUPER5）はそのまま放映されていた。2000年代以降は、Ya-Ya-Yahのキーの高さをベースとした母国語のカバーで放送するようになっている。オセアニア・ヨーロッパ・中南米・アフリカ諸国では比較的遅く、2000年代から放送されるようになった。
中国、台湾、香港での題名は『忍者乱太郎（忍者亂太郎）』。なお、台湾では、エンディングの視聴者からのイラストや、宛先もそのまま流している。オープニング・エンディングは過去のもので放送。
中南米諸国ではスペイン語版として放送されている。題名は『RANTAROU NINJA BOY』。
韓国では、アニメ専門チャンネル「トゥーニバース」において『닌자보이란타로（忍者ボーイ乱太郎）』のタイトルで2007年9月より放送開始。話は第1期からとなっているが、オープニング映像は第10期のものを使用。また、作中の日本語の文字が全てハングルに差し替えられている。